# 14 Wall Street
14 Wall Street, früher Bankers Trust Company Building, ist ein 1912 nach Plänen des Architekturbüros Trowbridge & Livingstone vollendeter Wolkenkratzer im Financial District in Lower Manhattan, New York City. Er steht seit 1997 unter Denkmalschutz.

## Beschreibung
Das Bauwerk nimmt die Südosthälfte eines Blocks ein, der vom Broadway im Nordwesten, der Pine Street im Nordosten, der Nassau Street im Südosten und der Wall Street im Südwesten begrenzt ist. Südlich liegen direkt gegenüber die Federal Hall und die berühmte Börse New York Stock Exchange.
14 Wall Street wurde von Trowbridge & Livingstone im neoklassizistischen Stil als Hauptsitz des Bankers Trust entworfen und von 1910 bis 1912 erbaut. Der Büroturm ist 164,6 Meter oder 540 Fuß hoch und besitzt 32 nutzbare Stockwerke. Von 1931 bis 1933 wurde nach Entwürfen des Architekturbüros Shreve, Lamb and Harmon ein 25-stöckiger, 99 Meter hoher Anbau im Stil des Art déco errichtet, der den an der Südostecke des Grundstücks stehenden Wolkenkratzer im Norden und Westen umschließt.
Der erste Bauabschnitt begann 1910 mit dem Abriss des 20 Stockwerke hohen Gillender Building. Zum Zeitpunkt der Fertigstellung war 14 Wall Street das höchste Bankgebäude der Welt. Die siebenstöckige Pyramide auf der Spitze des Gebäudes diente als Inspiration für das Logo der Bankers Trust Company. In den Jahren 1962 und 1974 ließ Bankers Trust neue Gebäude errichten und verkaufte das Gebäude schließlich im Jahr 1987. Das anfangs geplante Vorhaben von J. P. Morgan, das Apartment im 31. Stockwerk als zweiten Wohnsitz zu nutzen, gab er später wieder auf. Das an allen vier Seiten von Terrassen umgebene Stockwerk wurde später in ein Restaurant umgewandelt, das zunächst als „La Tour D'Or“ und zuletzt als „The 14 Wall Street“ bis April 2006 bestand.
Die Landmarks Preservation Commission der Stadt New York stellte das Gebäude am 14. Januar 1997 unter Denkmalschutz. Am 20. Februar 2007 wurde es ein Teil des Wall Street Historic Districts.

## Galerie

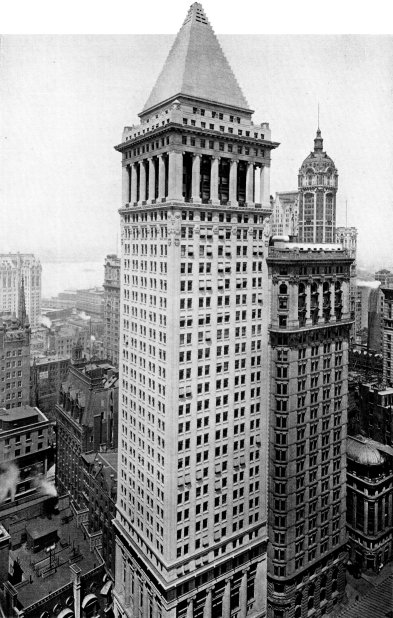
Historische Aufnahme noch ohne Anbau (zirka 1919)
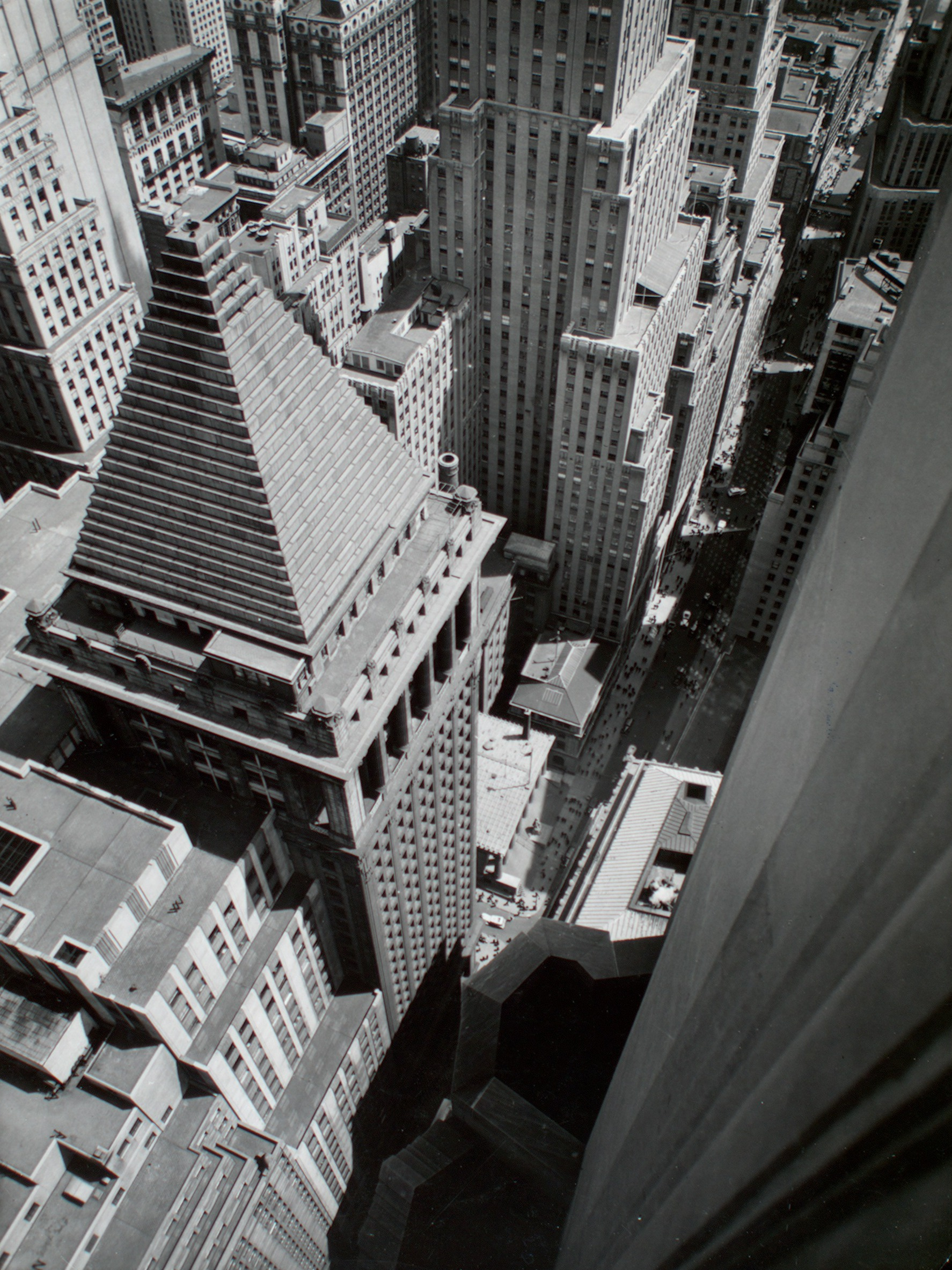
Blick auf das Pyramidendach am 4. Mai 1938
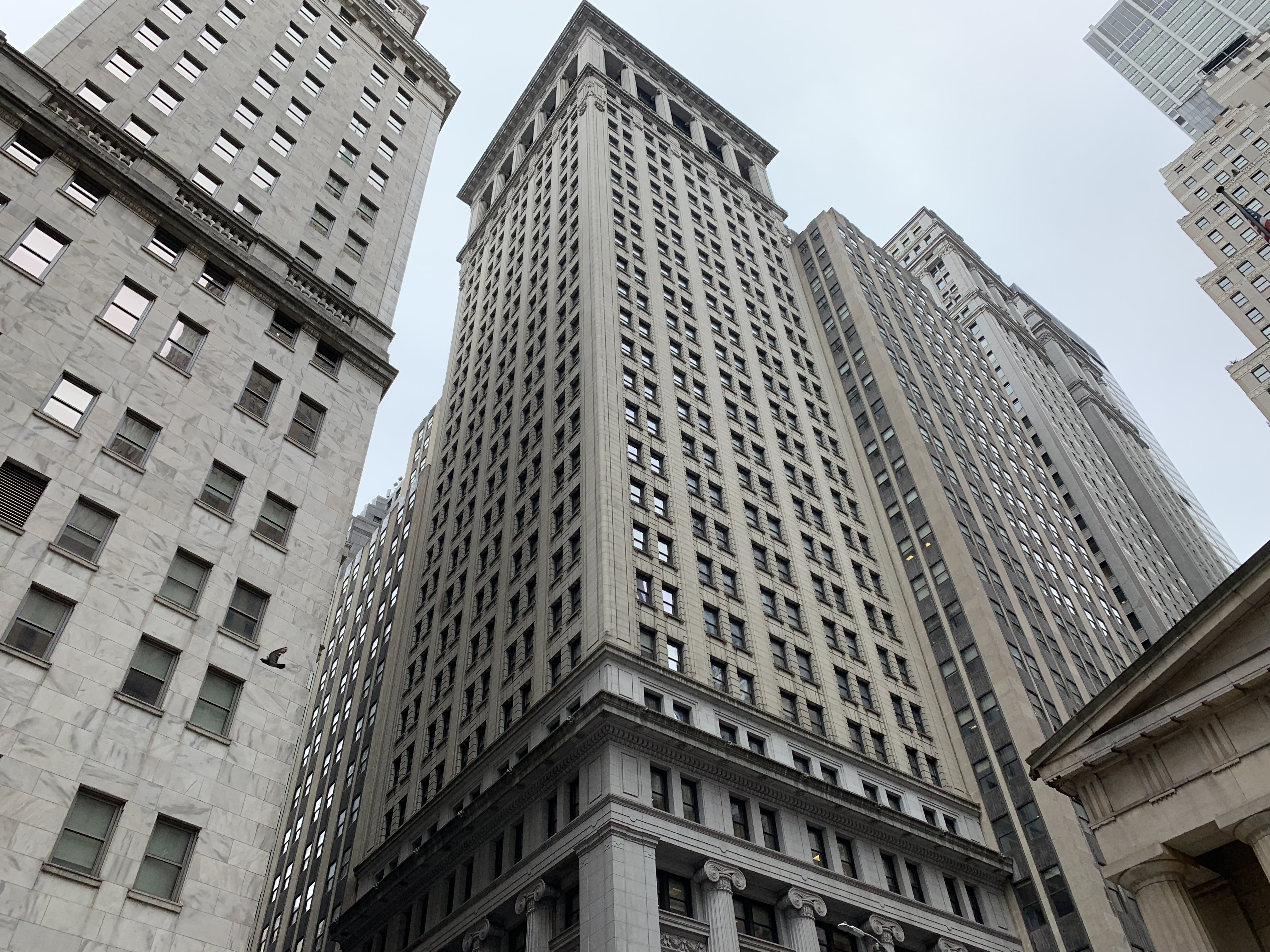
Der Turm und der Anbau (links und rechts) im Jahr 2019
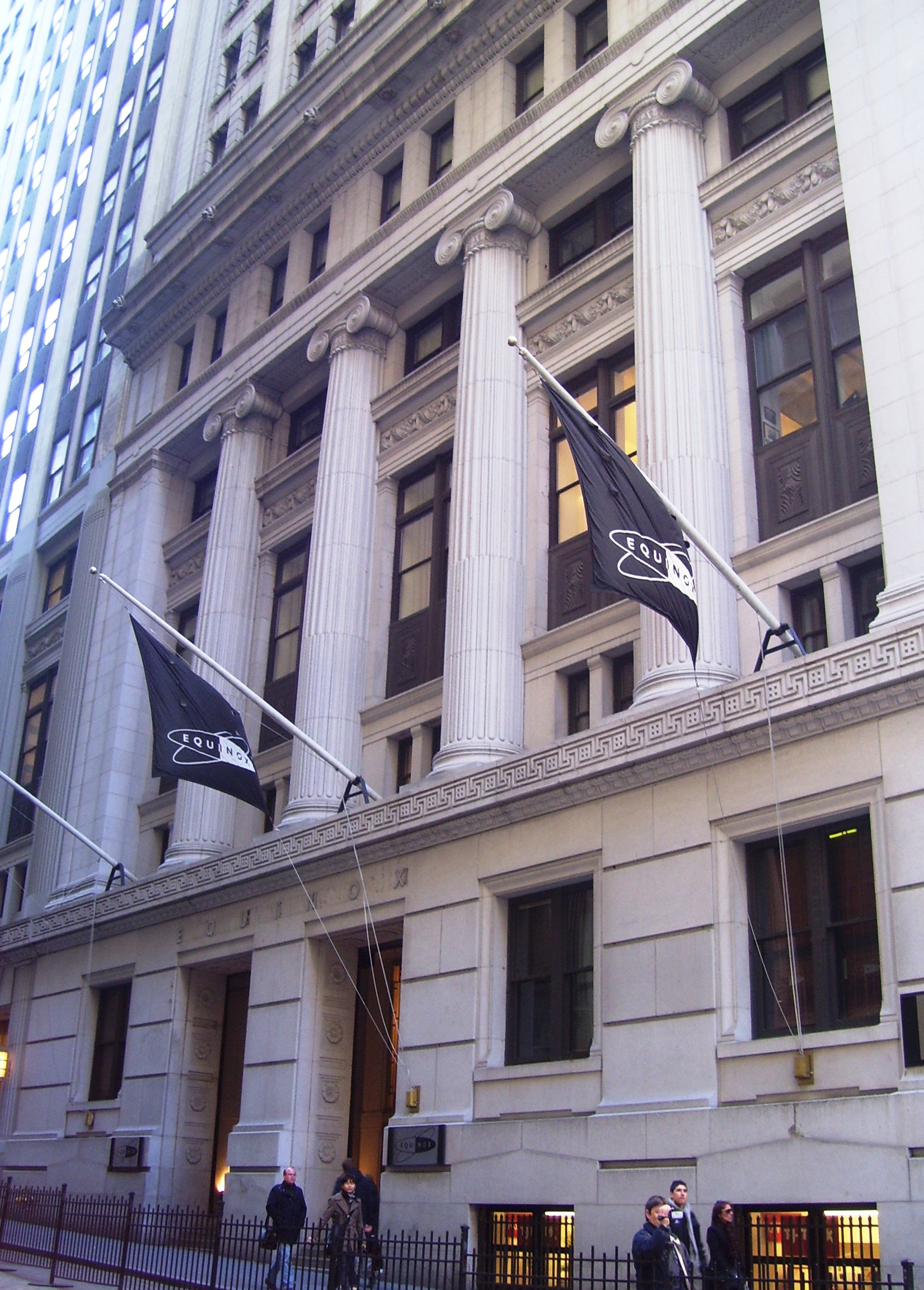
Basis an der Wall Street
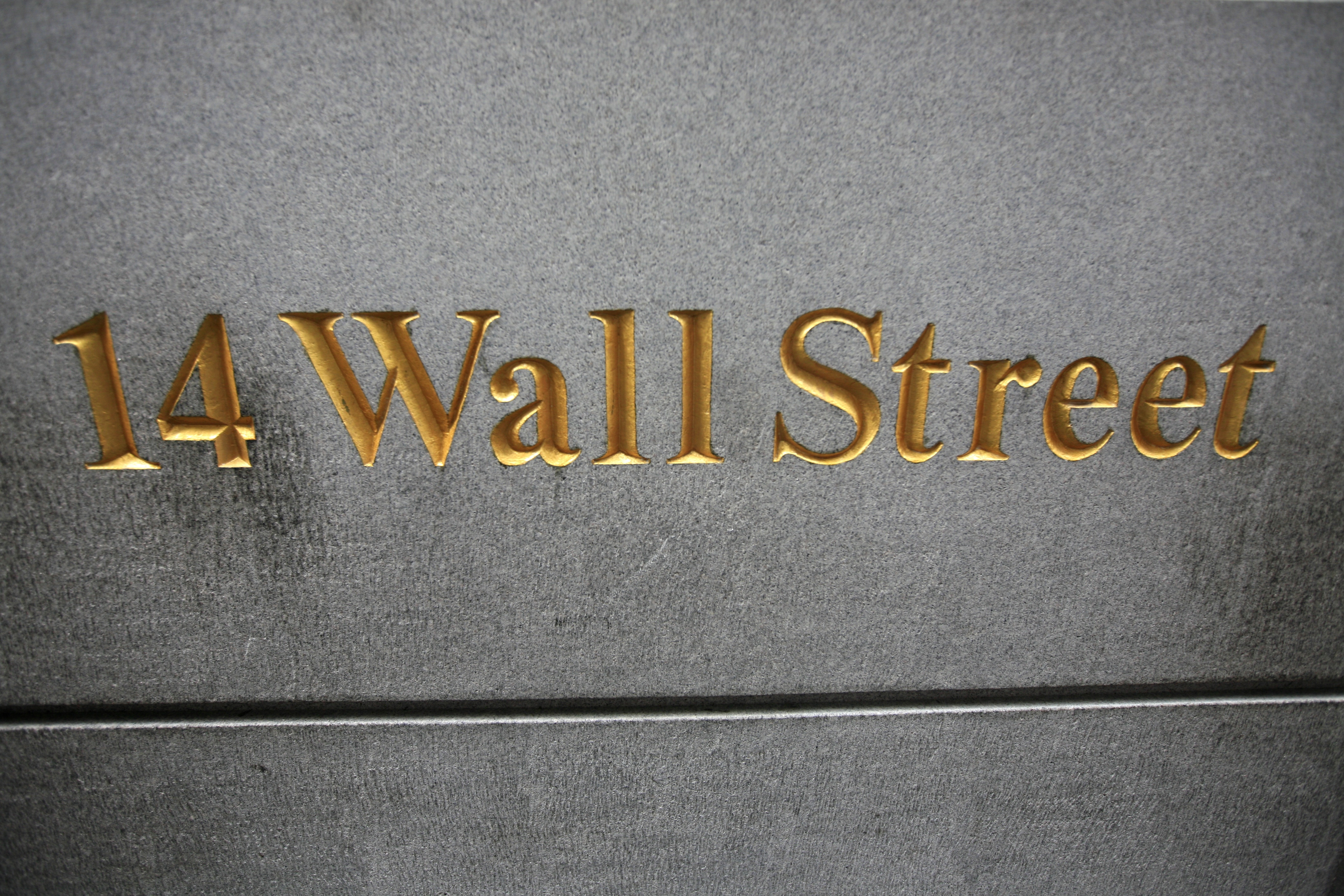
Gebäudename in goldenen Lettern am Haupteingang